# Polyrhachis sokolova
 Polyrhachis sokolova là một loài kiến gần đây được phát hiện có thể sống sót sau khi bị ngập lụt thủy triều.
Các nhà nghiên cứu tại Đại học James Cook đã chú ý đến khả năng này sau khi phát hiện và báo cáo về loài kiến này. Polyrhachis sokolova làm tổ ở trong bùn ở rừng sú vẹt, nơi thường bị ngập nước theo thủy triều;.Do phải sống trong vùng ngập nước, chúng đã tiến hóa để chạy, bơi như những con gọng vó, lùng tìm các loài giáp xác đã chết, mang về cho ấu trùng